# شليبيرودا

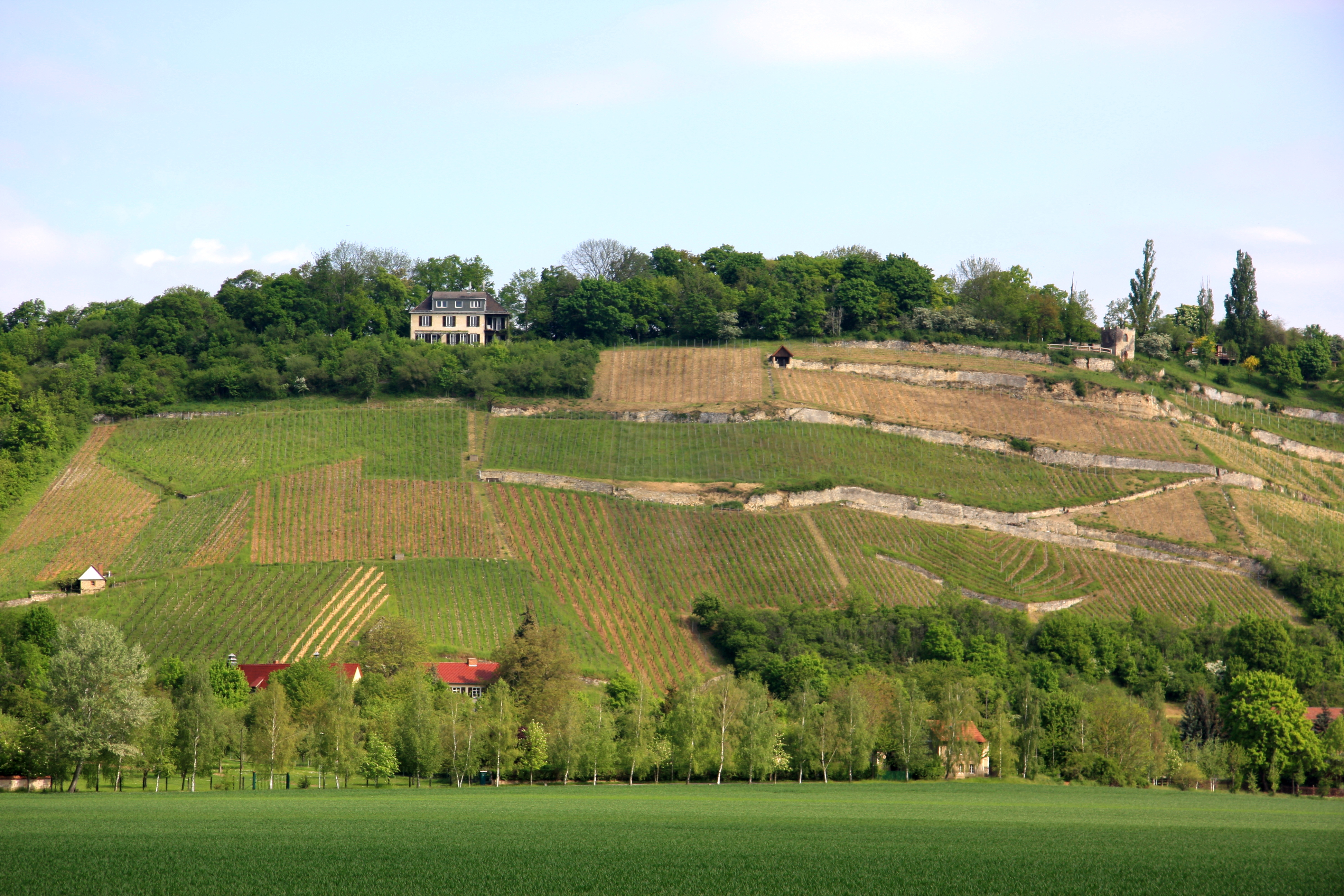
كروم شليبيرودا

الشليبيرودا هي قرية وبلدية سابقة في منطقة بيرغالوند كريس، في سكسونيا أنهالت، ألمانيا. منذ 1 يوليو 2009، هي جزء من مدينة فرايبورغ (أونشتروت).
اقترحته ألمانيا للتسجيل في قائمة التراث العالمي. ترشيح التراث العالمي لكاتدرائية Naumburg والمناظر الطبيعية الثقافية في العصور الوسطى العليا لنهر سالي و(أونستروت) يمثل العمليات التي شكلت القارة خلال العصور الوسطى العليا بين 1000 و1300: التنصير، وما يسمى بتوسع الدولة وديناميات التبادل الثقافي ونقل خاصية مميزة للغاية في هذه الفترة.

## وصف
يقع شليبيرودا شمال أونستروت. تم تأسيسها نتيجة للتطوير المكثف للأراضي عن طريق التطهير في العصور الوسطى العليا مثل القرى الأخرى ذات الجذور R (رودا) في الاسم (على سبيل المثال Albersroda وBaumersorda وSchnellroda وEbersroda وSchleberoda). فصل النبلاء المحليون المتاخمون عن كثب في المنطقة أراضيهم باستخدام معالم حجرية، كما لا يزال مرئيًا عند الحواف التاريخية للغابات القريبة، والمعالم الأصلية التي لم تتغير منذ العصور الوسطى العليا: أعمال التطهير وتأسيس القرى الجديدة تدار جنوبًا من الرعية الأصلية في Mücheln وانتهت في غابة Neue Göhle، التي تنتمي إلى أراضي Landgraves of Thuringia وبالتالي لا يمكن تطهيرها.
نجت الغابة Neue Göhle (الاسم الصربي القديم gola = heath forest) كمجمع غابات كبير ومستمر. تم استخدامه لإنتاج خشب القطب في سياق زراعة الخمور في وقت مبكر جدًا، ولهذا السبب تم تشجيرها في شكل كوبية مع المعايير. لا تزال المعالم الحجرية والخنادق والبنوك والطرق ظاهرة عند الحواف التاريخية لهذه الغابات التي تفصل أراضي النبلاء المحليين المتجاورين في المنطقة.

## اليوم
احتفظت شليبيرودا بالهيكل والشكل الأصلي الذي يعود تاريخه إلى وقت تأسيسها. إنها أمثلة على تطوير الأراضي في منطقة الاتصال بين الألمان والسلاف في العصور الوسطى العليا. لقد تمكنت من الاحتفاظ بخطة الأرض الأصلية كقرية مستديرة شعاعية تعود إلى العصور الوسطى العليا. حول بركة القرية الأصلية، التي تخدم مكافحة الحرائق، وبيت الخبز، الذي تم استبداله في نهاية القرن الثامن عشر، تم تجميع المباني ذات الجملتين الأمامية والجانبية، وبعضها مصنوع من حزم طينية، مع بوابات عالية الجودة تعود إلى من القرن السادس عشر إلى القرن التاسع عشر. لا يزال موضع البوابة السابقة لمستوطنة القرية المدمجة معروفًا حتى اليوم. إن تحديد الحدود الخارجية لمنطقة القرية الرسمية لا يمكن تحديده فقط من خلال المسار المحيطي، وقد نجا في شكله الأصلي إلى الشمال الغربي على شكل حصن منيع لا يمكن اختراقه. نجا برج جوقة الرومانيسك في كنيسة القرية مع أبناء العاتات المقترنين.